# 한국양파생산자협의회
한국양파생산자협의회는 자조금 조성·운용 등을 통한 양파의 수급조절 및 소비촉진홍보, 양파산업발전을 위한 정책건의  목적으로 2004년 1월 14일 설립된 대한민국 농림수산식품부 소관의 사단법인이다. 사무실은 서울특별시 중구 충정로 1가 75번지에 있다.

## 주요 사업
- 자조금의 조성․운용 등을 통한 양파의 수급조절 및 소비촉진 홍보
  - 판매 및 소비촉진을 위한 홍보사업
  - 생산 및 수확후 관리기술, 수급조절, 유통개선 등 회원교육
  - 적정재배 지도
- 양파산업 발전을 위한 정책건의

## 같이 보기
- 양파
- 파
- 파